# 霍爾斯薩米特 (堪薩斯州)
霍爾斯薩米特（Halls Summit）為美國堪薩斯州科菲縣的一座非建制地區。海拔高度368公尺（1,207英尺），聯邦資料處理標準代碼為20-29575，地名資訊系統編號為477472。

## 歷史
此社區的郵政局於1878年5月27日開設，1935年3月30日裁撤。此社區為NOAA气象广播發射器KGG-98的所在地，由堪薩斯州托皮卡國家氣象局所管理，以服務中東及東南堪薩斯州的居民。